# Warstwa okrężna

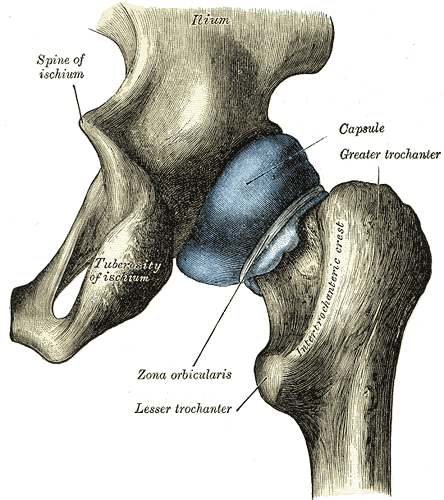
Staw biodrowy widziany od tyłu. Warstwa okrężna (zona orbicularis) znajduje się w centrum grafiki.

Warstwa okrężna, warstwa Webera (łac. zona orbicularis, zona Weberi) – w anatomii człowieka jedno z więzadeł stawu biodrowego, znajdujące się na wewnętrznej powierzchni torebki włóknistej stawu.
Więzadło tworzy okrężną warstwę włókien biegnącą dookoła szyjki kości udowej w jej najwęższym miejscu. Jest zaopatrywane przez włókna z pozostałych więzadeł stawu biodrowego (biodrowo-udowego, łonowo-udowego i kulszowo-udowego).
Funkcją warstwy okrężnej jest wzmacnianie położenia głowy kości udowej w panewce.
Nazwa eponimiczna upamiętnia niemieckiego anatoma Moritza Ignaza Webera.